# Hyalophora euryalus
Hyalophora euryalus là một loài bướm đêm thuộc họ Saturniidae. Chúng được tìm thấy ở các thung lũng khô và nội địa British Columbia (về phía bắc tận Prince George và dọc sông Fraser) phía nam đến Baja California.
Sải cánh dài 89–127 mm. Con trưởng thành bay từ tháng 1 đến tháng 7 tùy theo địa điểm. Có một lứa một năm.
Ấu trùng ăn Ceanothus, Rhamnus californica, Prunus emarginata, Arctostaphylos, Alnus, Betula, Corylus, Ribes, Pseudotsuga menziesii, Arbutus menziesii và Salix.

## Hình ảnh

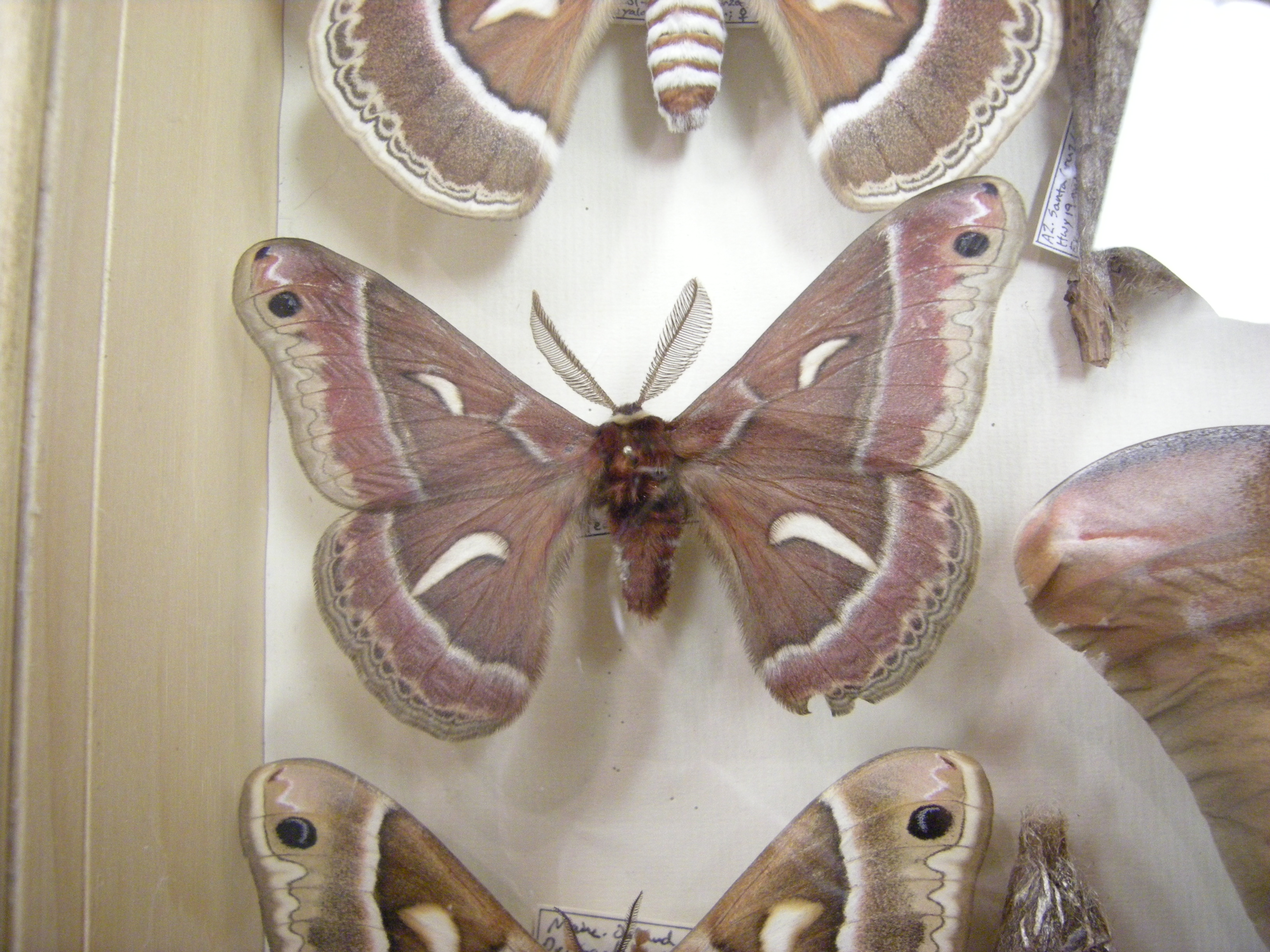